# Phoenix (Agathodaimon)
Phoenix è il quinto album in studio del gruppo symphonic black metal tedesco Agathodaimon, pubblicato nel 2009.

## Tracce
1. Heliopolis – 4:36
2. Devil's Deal – 4:33
3. Decline – 5:33
4. Ground Zero – 4:47
5. Ghost of a Soul – 4:30
6. Winterchild – 5:34
7. Time Is the Fire – 4:59
8. To Our Ashes – 6:40
9. Amongst the Vultures – 3:22
10. Oncoming Storm – 6:26
11. Throughout the Fields of Unshaded Grace – 5:10
12. Grey Whisper – 6:50